# Bichos: Una aventura en miniatura
Bichos: Una aventura en miniatura es una película de animación por computadora realizada, producida y distribuida por Walt Disney Pictures y Pixar Animation Studios. El título original en inglés es A Bug's Life, literalmente «Una vida de bicho», juego de palabras con A Dog's Life, «Una vida de perro».
Dirigida por John Lasseter y Andrew Stanton, se estrenó en los Estados Unidos el 25 de noviembre de 1998. Contó con las voces de Dave Foley, Kevin Spacey, Julia Louis-Dreyfus, Hayden Panettiere y Phyllis Diller, entre otros. Está levemente inspirada por Los siete samuráis, del director Akira Kurosawa.
Al principio del VHS de Bichos y en los extras del DVD hay un cortometraje animado llamado El juego de Geri, dirigido por Jan Pinkava y producido en 1998.

## Argumento
Flik es un individualista y aspirante a inventor en una colonia de hormigas que viven en una pequeña isla en medio de un arroyo. Flik es diferente y siempre causa problemas por sus invenciones. La colonia está constantemente oprimida por una banda de saltamontes merodeadores que llegan cada temporada exigiendo comida de la colonia. Sin embargo, cuando las hormigas estaban preparando una ofrenda de comida, esta es golpeada accidentalmente por el último invento de Flik, un dispositivo de cosechadora. Hopper, tras haber tomado conocimiento de lo que había sucedido reclama el doble de la ración de comida para la próxima temporada. Las hormigas están dispuestas a castigar a Flik por el accidente, pero éste piensa que había que pedir ayuda a otros insectos en la "gran ciudad". La colonia presencia esto como una buena opción para deshacerse de Flik mientras pagan la deuda de Hopper, por lo que le permiten ir.
Flik encuentra su camino a la "gran ciudad" (que en realidad es un vertedero de basura), donde se confunde viendo a un grupo de insectos de circo quienes fueron previamente despedidos debido a un acto que salió mal y casi mata al maestro de ceremonias P.T. Pulga. Los insectos de circo logran derrotar a unas moscas, por lo que Flik piensa que eran los insectos guerreros que buscaba, y los insectos creen que es un cazatalentos y acceden ir con él a la isla.
Una vez en la isla, los insectos se horrorizan al saber que en realidad tendrían que pelear a muerte con la pandilla de los saltamontes, y le revelan a Flik que son en realidad bichos de circo y lo culpan por no haberles dicho la verdad, por lo que se van de la isla, pero justo cuando estaban a punto de irse, llega un pájaro con la intención de comerse a los bichos. Con la ayuda de Flik, los insectos logran salvar a la hija de la reina, Dot, de ser devorada por dicho pájaro y se ganan el respeto de las hormigas de la colonia. Flik les dice a los bichos que continúen fingiendo ser guerreros a cambio de disfrutar de la hospitalidad de las hormigas. También, el ataque del pájaro inspira a Flik a hacer un plan para construir un pájaro falso para asustar a Hopper y sus saltamontes, quienes conllevan un temor hacia las aves, con el fin de ahuyentarles y que las hormigas no se enteren del error de Flik. Mientras el "Pájaro falso" era construido, el grupo de saltamontes, Hopper, Molt y Thumper estaban conviviendo felizmente dentro de su guarida y con gran abundancia de recursos para el invierno, pero Hopper, muy serio, les afirma que las hormigas son superadas enormemente a ellas en número y entonces se preocupan de que algún día ellas se revelen ante ellos, por lo que deciden volver para mantenerlas a raya. Finalmente, el maestro de ceremonias del circo, P.T., llega en busca de los insectos de circo cuando estaban celebrando por haber construido al pájaro. Les comenta a sus insectos de circo que el acto que salió mal terminó siendo exitoso para el público y los contrata de nuevo, al mismo tiempo revelándole a toda la colonia de hormigas que son en realidad bichos de circo. Las hormigas se sorprenden por el engaño de Flik al creer que lo hizo a propósito, por lo que la princesa Atta le expulsa de la isla con los insectos.
Al día siguiente, las hormigas tratan desesperadamente de recolectar suficiente alimento para cumplir con la demanda impuesta por Hopper, pero se ven incapaces de terminar dicha tarea por la llegada del invierno. Muy abruptamente, Hopper, Molt, Thumper y los demás saltamontes llegan a la isla, y al presenciar la mínima y humilde ofrenda comienzan a dominar la isla y a comerse hasta el último grano disponible. E incluso, además de todo lo anteriormente nombrado, decide matar en secreto a la reina. Cuando lo iba a hacer, la hija pequeña de la reina, Dot, logra enterarse de su malvado objetivo, así que sale en busca de Flik y le convence para volver y desarrollar un plan para salvar a la reina. Flik y los insectos usan el pájaro falso y se lo lanzan a Hopper. El plan casi funciona, pero P.T. cree que se trataba de un pájaro real y lo incinera. El pájaro se destruye y Flik es descubierto. Hopper ordena a Thumper que ejecute a Flik, y luego intimida a las hormigas afirmando que son unas inútiles y que vinieron a la tierra a servirles, pero Flik, en un acto de valentía y lleno de valor se pone de pie y afirma que su colonia ha logrado cosas que ellos nunca podrián hacer, así como también de su temor y dependencia hacia ellas, debido al gran número de ellas (y que es consciente de ello). Flik casi es asesinado por Hopper, quien estaba a punto de pisarlo, pero afortunadamente la princesa Atta interviene y lo defiende ante este último. Las palabras de Flik logran inspirar al resto de la colonia a rebelarse contra los saltamontes y luchar contra ellos. En medio del caos, Hopper persigue a Flik y luego aparece un pájaro, quién al inicio Hopper cree que se trata de una trampa, pero era el verdadero (El mismo que había intentado comerse a los bichos de circo y a Dot). Entonces, el villano es devorado por el ave y sus pequeños polluelos. Flik y la princesa Atta regresan a la colonia.
Al día siguiente, a Flik se le da la bienvenida de nuevo, y los bichos de circo se unen a la celebración. Ahora todo el mundo respeta a Flik y lo trata muy bien por su excelente hazaña, siendo además elegido por la princesa Atta como su compañero. La reina le da a la princesa Atta su corona y esta se convierte en reina de la colonia, al mismo tiempo cuando esta última le lanza su corona de princesa a Dot. Luego de esto, los bichos de circo comienzan a irse de la isla, despidiéndose de la colonia y de Flik, pero casi se olvidan de Heimlich, quien se estaba convirtiendo finalmente en mariposa. La película culmina con Flik, Atta y Dot despidiéndose de los bichos mientras trigos estallan como si fueran fuegos artificiales.
En los créditos finales se muestran bloopers (tomas falsas) de la película.

## Doblaje
| Personaje            | Actor original Voz en inglés | Actor de doblaje Doblaje mexicano | Actor de doblaje Doblaje español |
| -------------------- | ---------------------------- | --------------------------------- | -------------------------------- |
| Flik                 | Dave Foley                   | Jesús Barrero                     | Jordi Cruz                       |
| Atta                 | Julia Louis-Dreyfus          | Layda Álvarez Ponce               | Mar Bordallo                     |
| Hopper               | Kevin Spacey                 | Emilio Guerrero                   | Pep Antón Muñoz                  |
| Dot                  | Hayden Panettiere            | Thania Gómez                      | Paula Ribó                       |
| Reina                | Phyllis Diller               | María Santander                   | María Luisa Rubio                |
| Francis              | Denis Leary                  | Adal Ramones                      | Guillermo Romero                 |
| Molt                 | Richard Kind                 | Ricardo Tejedo                    | Lorenzo Beteta                   |
| Sr. Terrón/Sr. Suelo | Roddy McDowall               | Arturo Mercado                    | Luis Marín                       |
| P.T. Pulga           | John Ratzenberger            | Humberto Vélez                    | Claudi García                    |
| Heimlich/Strudell    | Joe Ranft                    | Rubén Cerda                       | Miguel Ángel Varela              |
| Slim/Ramín           | David Hyde Pierce            | Moisés Palacios                   | Jon Crespo                       |
| Rosie                | Bonnie Hunt                  | Patricia Palestino                | Cristina Victoria                |
| Dim                  | Brad Garrett                 | Eduardo Borja                     | Gonzalo Durán                    |
| Manny                | Jonathan Harris              | Germán Robles                     | Manuel Lázaro                    |
| Dra. Flora           | Edie McClurg                 | Cristina Camargo                  | María del Puy                    |
| Cornelius            | David Ossman                 | Francisco Colmenero               | Eduardo Moreno                   |
| Gypsy                | Madeline Kahn                | Dulce Guerrero                    | Luisa Ezquerra                   |
| Tuck                 | Michael McShane              | Víctor Noriega                    | Eduardo Gutiérrez                |
| Roll                 | Michael McShane              | Genaro Vásquez                    | Miguel Ángel del Hoyo            |
| Thorny/Espina        | Alex Rocco                   | Jesse Conde                       | Mario Martin                     |
| Harry                | Andrew Stanton               | Mario Filio                       |                                  |
| Slick                | Phil Proctor                 | Mario Filio                       |                                  |
| Amigo de Harry       | John Lasseter                | Genaro Vásquez                    |                                  |
| Director (Outtakes)  | John Lasseter                | Ricardo Mendoza                   | Eduardo Gutiérrez                |

## Estreno
La película fue estrenada en Estados Unidos el 24 de noviembre de 1998, en un número limitado de cines, recaudando 291.221 dólares. Su estreno definitivo en aquel país fue el 25 del mismo mes, obteniendo el primer puesto de la taquilla logrando más de 33 millones de dólares en su primer fin de semana. Bichos logró recaudar más de 162 millones de dólares en Estados Unidos, y sobre 200 millones en el extranjero, logrando un total de $363.398.565 a lo largo del mundo. Su estreno en los países de Hispanoamérica fue durante diciembre de 1998, mientras que en España fue el 5 de febrero de 1999.

## Recepción
Bichos obtuvo una respuesta positiva por parte de la crítica cinematográfica. La película posee un 92% de comentarios positivos en el sitio web Rotten Tomatoes, basado en un total de 82 críticas, y una puntuación de 77/100 en Metacritic. La película posee una puntuación de 7,2/10 en IMDb y una de 6,7/10 en FilmAffinity

## Premios
| Año  | Premio                                    | Categoría                                                                                | Receptor(es)                                                     | Resultado  |
| ---- | ----------------------------------------- | ---------------------------------------------------------------------------------------- | ---------------------------------------------------------------- | ---------- |
| 2000 | Premios BAFTA                             | Mejores efectos visuales                                                                 | Bill Reeves, Eben Ostby, Rick Sayre, Sharon Calahan              | Candidatos |
| 2000 | Premios Grammy                            | Mejor composición instrumental escrita para una película, televisión u otro medio visual | Randy Newman                                                     | Ganador    |
| 2000 | Premios Grammy                            | Mejor canción escrita para una película, televisión u otro medio visual                  | Randy Newman (por "The Time Of Your Life")                       | Candidato  |
| 1999 | Premios Óscar                             | Mejor banda sonora - Comedia o musical                                                   | Randy Newman                                                     | Candidato  |
| 1999 | Premios Globo de Oro                      | Mejor banda sonora                                                                       | Randy Newman                                                     | Candidato  |
| 1999 | Premios Annie                             | Mejor película animada                                                                   |                                                                  | Candidata  |
| 1999 | Premios Annie                             | Mejor dirección en una película animada                                                  | John Lasseter y Andrew Stanton                                   | Candidatos |
| 1999 | Premios Annie                             | Mejor diseño de producción en una película animada                                       | William Cone                                                     | Candidato  |
| 1999 | Premios Annie                             | Mejor guion en una película animada                                                      | John Lasseter, Andrew Stanton, Joe Ranft, Don McEnery y Bob Shaw | Candidatos |
| 1999 | Premios Saturn                            | Mejor película de fantasía                                                               |                                                                  | Candidata  |
| 1999 | Blockbuster Entertainment Awards          | Mejor película familiar de animación                                                     |                                                                  | Ganadora   |
| 1999 | Broadcast Film Critics Association Awards | Mejor película de animación                                                              |                                                                  | Ganadora   |
| 1999 | Broadcast Film Critics Association Awards | Mejor película familiar                                                                  |                                                                  | Ganadora   |
| 1999 | Premios Satellite                         | Mejor película animada                                                                   |                                                                  | Ganadora   |